# Senado vitalicio en Venezuela

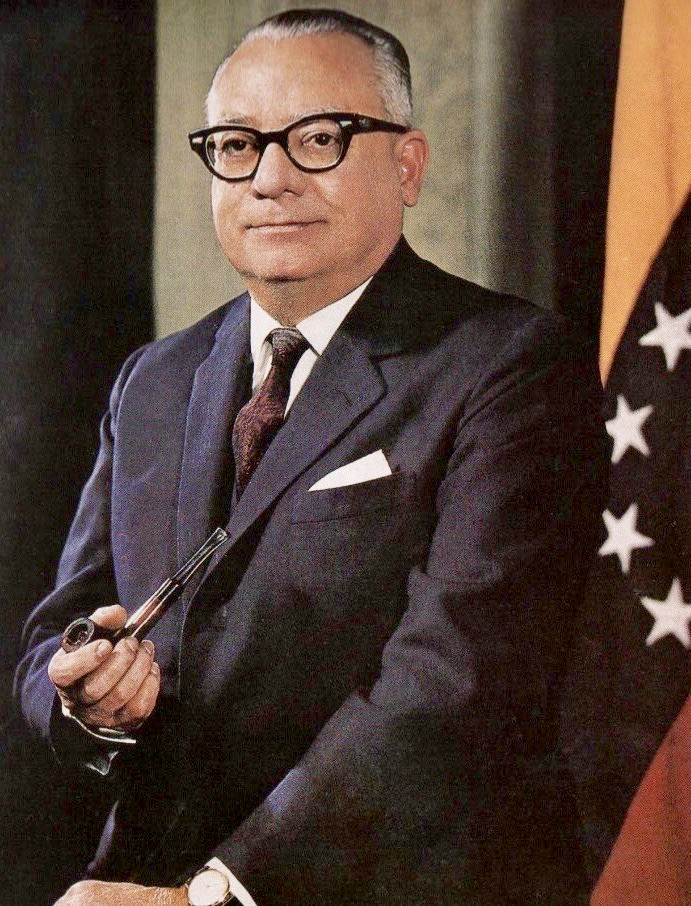
El senado vitalicio fue creado en 1961, durante el segundo gobierno de Rómulo Betancourt, quien fue el tercer senador vitalicio de la historia tras concluir su mandato.

La figura del senador vitalicio en Venezuela se creó durante el segundo gobierno de Rómulo Betancourt, existiendo desde el establecimiento de la constitución de 1961 hasta su abolición con la constitución de 1999 durante el primer gobierno de Hugo Chávez. Los expresidentes electos de Venezuela se incorporaban como senadores vitalicios en el Congreso hasta su fallecimiento, con la excepción de quienes fuesen condenados por la justicia debido al desempeño de sus funciones.

## Historia
La figura del senador vitalicio se originó en la Antigua Roma y se estableció durante el segundo gobierno de Rómulo Betancourt en la constitución de 1961, creado en virtud de octava Disposición Transitoria de la Constitución, vía elección del Congreso. Los requisitos eran haber sido electo por mandato popular o haber sido nombrado presidente por el Congreso tras vacancia del presidente, con la excepción de que este hubiese sido condenado. En aquella ocasión, los presidentes Eleazar López Contreras y Rómulo Gallegos (del partido oficialista Acción Democrática), fueron nombrados los primeros en ese cargo. A López Contreras lo recibió el senador Arturo Uslar Pietri.
Los senadores vitalicios tenían derecho a voto; López Contreras en 1968 definió con el suyo la presidencia del Congreso para Copei y así evitar que lo obtuviera AD. Además, la opinión de los senadores vitalicios solía ser destacada en los debates políticos más importantes, como fue el caso de Rómulo Betancourt (AD) y Rafael Caldera (Copei) sobre la nacionalización del petróleo durante el primer gobierno de Carlos Andrés Pérez, o de este último en el Caracazo y el primer intento de golpe de Estado de 1992 en el segundo gobierno de este.  Caldera presidió la Comisión Bicameral Especial de Revisión de la Constitución, establecida en el Congreso en 1989 para proponer una reforma constitucional que se estancó en 1992.
En 1991 el Senado condenó políticamente a Jaime Lusinchi (AD) por corrupción durante su mandato, sin embargo, su fuero como senador vitalicio impidió durante meses que fuera enjuiciado, hasta que perdió su inmunidad parlamentaria durante el resto del juicio, que inició a finales de 1993;  Lusinchi se fue a vivir en Costa Rica y se apartó informalmente de su partido, ausentándose de los debates públicos después de su juicio por corrupción, aunque votando en ocasiones excepcionales durante el segundo gobierno de Rafael Caldera, tras ser absuelto. Carlos Andrés Pérez (AD), senador vitalicio entre 1979 y 1989, perdió su posibilidad de ser reincorporado bajo ese cargo al terminar su presidencia cuando fue destituido en 1993; CAP fue expulsado de AD.
Tras la victoria presidencial de Hugo Chávez del partido Movimiento V República (MVR) y su constitución establecida en 1999 por votación popular, la figura del Senado y del senador vitalicio fueron suprimidas, perdiendo sus respectivos cargos como senadores vitalicios los expresidentes Rafael Caldera (Convergencia), Luis Herrera Campíns (Copei) y Jaime Lusinchi.
A vísperas de las elecciones parlamentarias de 2025, el diputado Aníbal Sánchez de Esperanza por El Cambio propuso recrear nuevamente en la constitución la figura del senador vitalicio como un «diputado vitalicio» para ofrecérselo al presidente Nicolás Maduro (PSUV) como propuesta para una transición política en Venezuela.

## Senadores vitalicios

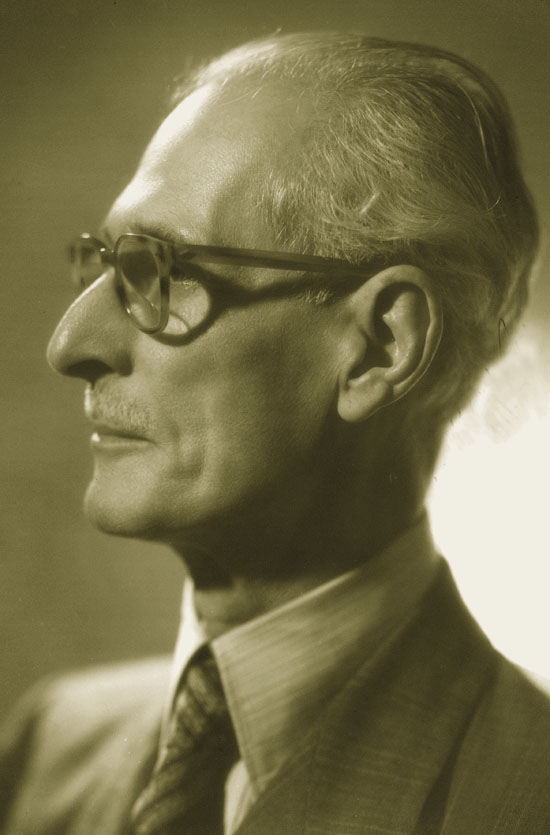
Eleazar López Contreras tuvo la presidencia más antigua (1935-1941) de todos los senadores vitalicios en el Congreso.

| Senador vitalicio       | Partido político   | Inicio | Fin  |
| ----------------------- | ------------------ | ------ | ---- |
| Eleazar López Contreras |                    | 1961   | 1969 |
| Rómulo Gallegos         | Acción Democrática | 1961   | 1973 |
| Rómulo Betancourt       | Acción Democrática | 1964   | 1981 |
| Raúl Leoni              | Acción Democrática | 1969   | 1972 |
| Rafael Caldera          | Copei              | 1974   | 1994 |
| Rafael Caldera          | Convergencia       | 1999   | 1999 |
| Carlos Andrés Pérez     | Acción Democrática | 1979   | 1989 |
| Luis Herrera Campíns    | Copei              | 1984   | 1999 |
| Jaime Lusinchi          | Acción Democrática | 1989   | 1999 |

## Análisis
La profesora Norma Paz de Henríquez propuso que se eliminara la figura del senador vitalicio durante el Foro "Tendencias Modificatorias del Sistema Presidencial Venezolano" de 1998, organizado por el Instituto de Estudios Jurídicos del Colegio de Abogados del Estado Carabobo junto con la Comisión Presidencial para la Reforma del Estado (COFRE), ya que no lo consideraba fiel a los principios democráticos.